# Footwork A11C
O A11C  é o modelo da Footwork no início da temporada de 1991 da F1. Condutores: Michele Alboreto e Alex Caffi. 

## Resultados[1]
(legenda) 
| Ano  | Chassi | Motor            | Pneus | N° | Pilotos          | 1   | 2   | 3   | 4   | 5   | 6   | 7   | 8   | 9   | 10  | 11  | 12  | 13  | 14  | 15  | 16  | Pontos | Posição  |  |
| ---- | ------ | ---------------- | ----- | -- | ---------------- | --- | --- | --- | --- | --- | --- | --- | --- | --- | --- | --- | --- | --- | --- | --- | --- | ------ | -------- |  |
|      |        |                  |       |    |                  |     |     |     |     |     |     |     |     |     |     |     |     |     |     |     |     |        |          |  |
|      |        |                  |       |    |                  | USA | BRA | SMR | MON | CAN | MEX | FRA | GBR | GER | HUN | BEL | ITA | POR | SPA | JAP | AUS |        |          |  |
| 1991 | A11C   | Porsche 3512 V12 | G     | 9  | Michele Alboreto | Ret | NQ  | NQ  |     |     |     |     |     |     |     |     |     |     |     |     |     | 01     | NC (18º) |  |
| 1991 | A11C   | Porsche 3512 V12 | G     | 10 | Alex Caffi       | NQ  | NQ  |     |     |     |     |     |     |     |     |     |     |     |     |     |     | 01     | NC (18º) |  |

↑1  Do grande prêmio de San Marino (Caffi) até o México utilizou o FA12 e do gp da França até o final do campeonato utilizou o FA12C com motor Ford V8.